# 郝永忠
郝永忠（？—1663年），最早是李自成軍中大旗手，故名「郝搖旗」。明末農民起義軍將領。 
李自成死後，降于何腾蛟，與李過（李錦）等擁明抗清，賜名永忠。屢敗清軍。永曆元年（1647年）取得全州（今桂林市西北）大捷。孔有德進攻全州，郝永忠不戰而走，入桂林，封南安侯。後轉戰於兩湖和四川之間，会合李来亨、王光兴。永历十一年，入襄阳。康熙二年（1663年）進攻四川巫山（今奉節縣東），被俘殺。
查继佐《罪惟录》等记载郝永忠曾拥立明朝宗室韩王朱本铉为帝，年号定武。但朱本铉此人是否存在，尚有争议。

## 家庭
子：郝应锡，同父一起被俘杀。